# Oued Ifrane
Oued Ifrane  (in arabo واد إفران‎?) è un centro abitato e comune rurale del Marocco situato nella provincia di Ifrane, regione di Fès-Meknès. Conta una popolazione di 10 805 abitanti (censimento 2014).